# Sinne Eeg
Pour les articles homonymes, voir Eeg.
Sinne Eeg (née en 1977) est une chanteuse et compositrice danoise de jazz.
Elle a remporté le Danish Jazz Award
et le prix du jazz vocal de l'Académie du jazz en 2014.

## Biographie
Née à Lemvig au Danemark, elle étudie à l'académie de musique d'Esbjerg d'où elle ressort diplômée en 2003.
Elle s'est imposée d'abord dans son pays, avant de se lancer sur la scène internationale. Elle s'est distinguée en 2014 en France en étant récompensée pour son album Face the Music.  Elle s'est produite dans différents festivals, dont le Nancy Jazz Pulsations.

## Discographie
- 2003 	Sinne Eeg 	(Cope)
- 2007 	Waiting for Dawn 	Calibrated (Cope)
- 2008 	Kun en drøm 	Red Dot/EMI
- 2009 	Remembering You 	Red Dot/EMI[6]
- 2010 : Don't Be So Blue 	Red Dot/EMI[7]
- 2012 	: The Beauty Of Sadness 	Sinne Music/VME
- 2014 : Face the Music 	Stunt (Sundance) DMA 2014, Prix du Jazz Vocal 2014
- 2018 :	Dreams	Stunt Records

## Récompenses et distinctions
- Prix du jazz vocal 2014 de l’Académie du Jazz
- CHOC Jazz Magazine octobre 2014
- Meilleur disque de jazz vocal aux Danish Music Awards 2014
- Ben Webster Award 2014[8]